# بطولة ويمبلدون 1927
قائمة ببطولات ويمبلدون لسنة 1927:

## فردي رجال
هنري كوهيت هزم  جان بوروترا . النتيجة: 4-6 4-6 6-3 6-4 7-5

## فردي سيدات
هيلين ويلز مودي هزمت  ليلي دي ألفاريس. النتيجة: 6-2, 6-4